# Волмар Вікстрем
Волмар Валдемар Вікстрем (фін. Volmar Valdemar Wikström; нар. 27 грудня 1889, Парайнен, Велике князівство Фінляндське, Російська імперія (нині провінція Південно-Західна Фінляндія, Фінляндія) — 10 червня 1957, Гельсінкі, Фінляндія) — фінський борець греко-римського та вільного стилів, срібний призер чемпіонату світу, чемпіон Європи, срібний призер Олімпійських ігор.

## Життєпис
Волмар Вікстрем дебютував на міжнародному рівні у 22 роки на літніх Олімпійських іграх 1912 в Стокгольмі у змаганнях з греко-римської боротьби, де він переміг своїх перших чотирьох суперників (туше), але потім програв у п'ятому раунді майбутньому срібному призеру, шведському борцю Густафу Мальмстрему рішенням суддів, а в шостому раунді (туше) — ще одному господарю змагань Карлу Еріку Лунду, таким чином не пройшовши до фінальних раундів, та посівши в підсумку п'яте місце. На неофіційному чемпіонаті Європи 1913 року в Будапешті Вікстрем також опинився поза трійкою призерів. У 1914 році він став чемпіоном Фінляндії з греко-римської боротьби. Того ж року на неофіційному чемпіонаті Європи, що пройшов у Відні за 2 місяці до початку Першої світової війни, Волмар Вікстрем став чемпіоном у легкій вазі, після чого його кар'єра на декілька років була перервана глобальним військовим конфліктом. Після війни Вікстрем продовжив змагатися та став чемпіоном Північної Європи 1919 року і здобув срібло у змаганнях з греко-римської боротьби в середній вазі на чемпіонаті світу 1921 року в Гельсінкі, поступившись своєму співвітчизнику Тааві Таммінену. У 1924 році став чемпіоном Фінляндії у змаганнях з вільної боротьби в середній вазі та вдруге взяв участь в Олімпіаді. На літніх Олімпійських іграх в Парижі у змаганнях з вільної боротьби в легкій вазі 34-річний Волмар Вікстрем, не зважаючи на те, що був найстаршим на цьому турнірі і те, що до цього досягав успіхів а міжнародній арені у греко-римській боротьбі, вважався одним із фаворитів змагань, однак у фіналі поступився туше невідомому в Європі американцю Расселу Вісу, що був на 10 років молодший за фіна. У поєдинку за срібну медаль (змагання проводилися за системою Бергваля) Вікстрем переміг свого молодого співвітчизника Арво Хаавісто, що став чемпіоном наступної Олімпіади. Цей міжнародний турнір став останнім для Волмара Вікстрема. Після завершення спортивної кар'єри він працював спортивним чиновником. У 1925-34 та 1950-51 роках він був президентом Гельсінського атлетичного клубу, а в 1934 році — президентом Федерації боксу Фінляндії. Він також працював промоутером у боксі.

## Спортивні результати на міжнародних змаганнях

### Виступи на Олімпіадах
| Змагання                    | Збірна    | Вагова категорія                   | Місце  |
| --------------------------- | --------- | ---------------------------------- | ------ |
| Літні Олімпійські ігри 1912 | Фінляндія | греко-римська боротьба, до 67,5 кг | 5      |
| Літні Олімпійські ігри 1924 | Фінляндія | вільна боротьба, до 66 кг          | Срібло |

### Виступи на чемпіонатах світу
| Змагання                        | Збірна    | Вагова категорія                 | Місце  |
| ------------------------------- | --------- | -------------------------------- | ------ |
| Чемпіонат світу з боротьби 1921 | Фінляндія | греко-римська боротьба, до 75 кг | Срібло |

### Виступи на Чемпіонатах Європи
| Змагання                                     | Збірна    | Вагова категорія                   | Місце  |
| -------------------------------------------- | --------- | ---------------------------------- | ------ |
| Неофіційний чемпіонат Європи з боротьби 1913 | Фінляндія | греко-римська боротьба, до 67,5 кг | 4      |
| Неофіційний чемпіонат Європи з боротьби 1914 | Фінляндія | греко-римська боротьба, до 67,5 кг | Золото |

### Виступи на інших змаганнях
| Змагання                            | Збірна    | Вагова категорія                   | Місце  |
| ----------------------------------- | --------- | ---------------------------------- | ------ |
| Північний чемпіонат з боротьби 1919 | Фінляндія | греко-римська боротьба, до 67,5 кг | Золото |